# Мадам Маска
Мадам Маска (фр. Madame Masque), настоящее имя Уитни Фрост (англ. Whitney Frost), также известная как Маска (фр. Masque) — персонаж, который появляется в различных сериях комиксов, публикующихся Marvel Comics. Уитни Фрост впервые появилась в Tales of Suspense № 98 (февраль 1968) и была создана Стэном Ли и Джином Коланом. Она является любовным интересом, а иногда и врагом Железного человека в рамках вселенной Marvel. Она носит золотую маску, чтобы скрыть своё изуродованное лицо.

## Биография
Мадам Маска — дочь уголовного Графа Лукино Нифария, родилась в Риме, Италия. Её мать умерла при родах, и Лукино хотел, чтобы его дочь вела достойную жизнь, так что он отдал ребёнка Байрону Фросту. Он назвал ребёнка Уитни и растил её как свою собственную.
Уитни выросла и обручилась с политиком Роджером Ванном. Фрост умер и граф Нифария рассказал Уитни её истинное происхождение. Он сказал Уитни, что хочет чтобы она стала лидером Маджии, мафии, которая работает на Восточном побережье Соединённых Штатов. Уитни сначала отказалась, но, когда она сказала Роджеру о своем отце, он оставил её, боясь, что её родство с известным преступником будет мешать его политической карьере.
Уитни приняла предложение отца, стать профессиональным криминальным гением, и была обучена его стратегии преступной деятельности и борьбе. Она оказалась блестящей студенткой, и когда её отец был заключен в тюрьму, стала новым Большим Боссом, главой компании Маджия. Роль Большого Босса привела её к конфликту с Железным человеком. Уитни была вынуждена бежать после налета на его компанию, Старк Индастриз. Самолет разбился, и её лицо было травмировано, но она сама была спасена преступником Мардохеем Мидасом и вследствие этого начала работать на него. Мидас был одержим золотом и Уитни спрятала лицо за золотую маску и использовала псевдоним «Мадам Маска».
Мадам Маска встретила Тони Старка (альтер эго Железного человека), и он заботился о ней, несмотря на её изуродованное лицо. Позже Старк оставил её из-за криминального прошлого Уитни. Она не могла забыть его и позже вернулась как Крисси Лонгфелло, личный секретарь Старка. Они узнали друг друга и у них начались романтические отношения. Их счастье было недолгим, так как граф Нифария, её отец, умирает в результате попытки получить сверхчеловеческие способности. Уитни наняла Ани-Людей, чтобы привести её отца к ней и попросила Старка найти лекарство для него. Нифария пытался использовать насилие, чтобы заставить Старка дать ему лекарство, из-за чего произошла битва между Ани-Людьми и Железным Человеком. Во время битвы Уитни не смогла выбрать между отцом и любовником, и когда Нифария погиб в бою, она сошла с ума от чувства вины и горя. Уитни вернулась в Нифария Маджия и стала её лидером. Она часто воевала с Железным человеком и его друзьями.

## Анимация
Мадам Маска появляется в мультсериале «Железный человек» (1994).
Также, Мадам Маска появляется в мультсериале «Железный человек: Приключения в броне». Уитни Стейн является дочерью Обадайи Стейна и использует прототип маски, позволяющей менять внешность, разработанной Говардом Старком.
В мультсериале МОДОК её озвучила Мередит Селенджер.

### Телевидение
Мадам Маска появляется во втором сезоне сериала «Агент Картер». Здесь Уитни Фрост — псевдоним актрисы и учёного Агнесс Калли. Роль исполнила Уайнн Эверетт.